# Michael Longhurst
Michael Longhurst (* 1981 in Bromley, London) ist ein englischer Theaterregisseur und Theaterleiter.

## Leben und Karriere
Michael Longhurst studierte Philosophie an der Nottingham University, Abschluss 2002, und belegte dann einen einjährigen Postgraduierten-Kurs in Theaterregie an der Mountview Academy of Theatre Arts in London.
Er übernahm zwar schon während des Studiums diverse Jobs am Theater, seinen Lebensunterhalt verdiente er aber über lange Zeit mit einem Teilzeit-Bürojob in der Londoner City.
Seine beim Publikum erfolgreiche Inszenierung von Adam Braces  Stück Stovepipe (2009) am HighTi, das in Zusammenarbeit mit dem National Theatre produziert wurde, wurde in der Presse hochgelobt, stand auf der Shortlist für den George Devine Award und wurde von der Sunday Times auf die Liste der 20 besten Theaterstücke des Jahrzehnts gesetzt. Trotzdem konnte Longhurst weiterhin nur als Freelance-Regisseur arbeiten. 2011 inszenierte er mit Diana Quick das Ein-Personen-Stück „Midnight Your Time“, ebenfalls von Adam Brace.
2016 brachte er am Londoner Olivier-Theater eine opulente Neuinszenierung von Peter Shaffers Amadeus als Musiktheater heraus. Integriert in die Besetzung und das Spiel auf der Bühne waren neben den Schauspielern auch sechs Sänger und die Southbank Sinfonia mit 20 Musikern. Lucian Msamati spielte den Salieri, die Sopranistin Fleur de Bray sang und spielte die Rolle der Caterina Cavalieri. Das NT produzierte 2017 in seiner Reihe National Theatre Live eine DVD dieser Inszenierung.
Seit März 2019 ist Michael Lomghurst als Nachfolger von Josie Rourke der künstlerische Leiter des Londoner Donmar Warehouse.

## Inszenierungen (Auswahl)
- 2009: Stovepipe, in Zusammenarbeit von National Theatre und Bush Theatre
- 2011: Midnight Your Time, Assembly George Square, Edinburgh Fringe
- 2012: Constellations, Royal Court’s Jerwood Theatre Upstairs, dann West End
- 2015: Ein Wintermärchen, Sam Wanamaker Playhouse in Shakespeare’s Globe
- 2015: Amadeus, National Theatre
- 2016: They Drink it in the Congo, von Adam Brace (Uraufführung), Almeida Theatre
- 2017: Caroline, Or Change, Chichester Festival Theatre, dann Hampstead Theatre
- 2017: Belleville, von Amy Herzog, Donmar Warehouse
- 2019: Europe, von David Greig, Donmar Warehouse